# Hwasun-eup
Hwasun-eup (koreanska: 화순읍) är en köping i provinsen Södra Jeolla i den södra delen av Sydkorea, 280 km söder om huvudstaden Seoul. Den är centralort i kommunen Hwasun-gun.